# 艾因法里斯 (姆西拉省)
34°53′55″N 4°25′41″E / 34.89861°N 4.42806°E

艾因法里斯（阿拉伯语：‎），是阿爾及利亞的城鎮，位於該國北部，由姆西拉省負責管轄，是艾因法里斯區的首府，面積455平方公里，2008年人口3,184，人口密度每平方公里7人。